# オンガクお嬢
『オンガクお嬢』（オンガクおじょう）は、日本海テレビで2019年5月12日から放送されている音楽番組である。ここでは日本海テレビで2019年5月12日から2021年3月21日まで放送されていた『オンガクお嬢』（オンガクおじょう）、日本海テレビで2021年4月11日から放送されている『オンガクお嬢Remix』（オンガクおじょうリミックス）、エフエム山陰で2022年10月25日から毎月1回放送されている『中尾真亜理の月刊FMお嬢』（なかおまありのげっかんエフエムおじょう）について記述する。

## 概要
日本海テレビはこれまで日曜未明（土曜深夜）に自社製作の音楽番組『1ch Music』および『オンガク野郎』を放送してきた。『オンガク野郎』の放送時間と内容を引き継いでいるものの、『オンガク野郎』と異なり、大幅に予算がカットされたこともあり、超貧乏低予算音楽番組としてこの番組をスタートさせた。そのため、収録は原則としてスタジオではなく日本海テレビ本社前またはロビーで行われる。
山陰の民放で唯一のレギュラー音楽番組である。
ハリボテお嬢こと中尾真亜理が山陰地方で行われるライブの情報を紹介している深夜番組で、ライブに出演するアーティストへのインタビューや過去に行われたライブの模様なども放送している。また、番組の放送中にライブチケットの先行予約受付を行っている。
番組終了後には「日本海テレビアプリ」およびYouTubeでダイジェスト版が配信されている（出演者の肖像権や権利関係などの事情で、一部コーナーをカットしたり、BGMを差し替えている。また、一部の回または一部のコーナーは期間限定配信となることもある。）。
当初は1:55 - 2:10に放送されていたが、2021年4月11日からは『オンガクお嬢Remix』にリニューアルし、放送時間が15分拡大。0:55 - 1:25の30分放送となった。
2021年5月2日の『オンガクお嬢Remix』#4では「お嬢の時間」（にゃんこの散歩）で中尾家の愛猫「ティオ」（アメリカンショートヘア、メス）を散歩するシーンが放送された。
2021年7月3日（土曜 14:30 - 15:00）の『オンガクお嬢Remix』#12では「お嬢の時間」（お嬢と愛犬のんびりお散歩）で中尾家の愛犬「ラン」（メス）を散歩するシーンが放送された。
2022年1月20日にはSpotify O-nest（東京都渋谷区）で『オンガクお嬢LIVE』が開催された。日本海テレビ主催であるが、アーティストの移動の利便性を考慮し、山陰地方ではなく東京都内での開催となった。
2022年10月25日からはラジオ版としてエフエム山陰で中尾の初冠番組でもある『中尾真亜理の月刊FMお嬢』をスタートさせた。
2022年12月27日の『中尾真亜理の月刊FMお嬢DX！ 喋り足りないから3時間スペシャル！』#3では、中尾真亜理（お嬢）とスタッフ（エフエム山陰・日本海テレビ）が『オンガクお嬢』チャンネルのYouTubeで「実況生配信」を実施した（権利関係などの事情で、楽曲はカットされている。）。
2023年1月27日にはduo MUSIC EXCHANGE（東京都渋谷区）で『オンガクお嬢LIVE2023』が開催された。日本海テレビ主催であるが、今回もアーティストの移動の利便性を考慮し、山陰地方ではなく東京都内での開催となった。
2023年4月9日の『オンガクお嬢Remix』#88からはプチリニューアルし、新コーナー「お嬢のテレビ道場」がスタートした。
2023年7月16日には『オンガクお嬢Remix』が放送100回を達成した。この日は中尾真亜理（お嬢）の31歳の誕生日でもあった。また、2023年7月16日・7月23日の『オンガクお嬢Remix』「お嬢のテレビ道場」（お嬢一家のハワイ旅行。#100・#101の2週連続放送）では、中尾ファミリー（中尾和博（お嬢父）、中尾紀美恵（お嬢母）、中尾穂乃香（お嬢妹））が出演した（妹はゲストリポーター・アシスタントとして出演）。
2023年7月25日には『中尾真亜理の月刊FMお嬢』が放送10回を達成した。
2023年9月3日の『オンガクお嬢Remix』#105では、日本海テレビ開局65周年記念番組『令和版 虎の穴 ～そこに飛び込む理由～』（日本海テレビ制作、日本テレビ系列全国ネット、2023年9月30日（土曜）15:00 - 15:55に放送。）でナレーターを担当した声優の河西健吾・桑原由気がゲストとして出演した（中尾は進行を担当）。
2023年9月17日の『オンガクお嬢Remix』#106では、『令和版 虎の穴 ～そこに飛び込む理由～』でスタジオ出演した真壁刀義・ハライチ（岩井勇気・澤部佑）がゲストとして出演した。
2023年9月30日（お嬢祭2023当日）には、中尾真亜理（お嬢）とスタッフが『1ちゃん!日本海テレビ』のYouTubeで中尾真亜理（お嬢）の担当番組でもある『ガンバレルーヤの週末移住バラエティ 冠ルーヤ』、ならびに日本海テレビ開局65周年記念番組『令和版 虎の穴 ～そこに飛び込む理由～』の2番組のロケの裏側をトークする「実況生配信」（14:30頃 - 17:00頃。14:55 - 15:00は『もうすぐ虎の穴』と同時生配信）を実施した（ただし、10月1日未明（9月30日深夜）の当番組の実況生配信は実施しない）。
2023年10月1日の『オンガクお嬢Remix』#107では、『令和版 虎の穴 ～そこに飛び込む理由～』でスタジオ出演した真壁刀義がゲストとして出演した。
2023年10月31日の『中尾真亜理の月刊FMお嬢』#13では、1周年記念企画として、全てフリーコーナーとなった。また、番組内でBSSラジオ『森谷佳奈のはきださNIGHT!』のメインパーソナリティーでもあるBSS山陰放送アナウンサーの森谷佳奈と会った時のお話をした。ちなみに、2023年10月30日・11月6日の『森谷佳奈のはきださNIGHT!』でも森谷が中尾と会った時のお話をした。なお、中尾と森谷は就職活動時から親交があり、それぞれのLINE、X（旧Twitter）、Instagramで登場し合っている。
2023年10月29日・11月5日の『オンガクお嬢Remix』「お嬢のテレビ道場」（プロポーズ大作戦。#109・#110の2週連続放送）では、K-1（福田理人。日本海テレビディレクター）がMAI（モデル）にプロポーズする企画が放送された。プロポーズは成功し、婚約。その後婚姻届を提出し、結婚した。
2023年11月19日・12月3日の『オンガクお嬢Remix』「お嬢のテレビ道場」（#112・#113の2週連続放送）で中尾真亜理（お嬢）とiDU（イラストレーター）が丸由百貨店・日本海テレビ主催の「TOTTORI文具の博覧会mini～ハッピーペーパーマーケット～」（2023年12月1日 - 12月25日、丸由百貨店5階トットリプレイス。渡世唱子（『おびわんっ!』火曜ゲスト）が代表を務める山陰三ッ星マーケットのブースに出品。）に出店するための文房具を作る企画が放送された。
2023年12月10日の『オンガクお嬢Remix』#114「お嬢のテレビ道場」では、オートフレンド（スズキ販売鳥取中央）で中尾真亜理（お嬢・まっさん）が「ハニー号」（トヨタ・タウンエース バン、『ガンバレルーヤの週末移住バラエティ 冠ルーヤ』『中尾真亜理の月刊FMお嬢』で使用。）のタイヤ交換を行った。
2023年12月19日の『中尾真亜理の月刊FMお嬢DX！ 今年もやるわよ♡喋り足りないから3時間スペシャル2023!』#15では、中尾真亜理（お嬢）とスタッフ（エフエム山陰・日本海テレビ）が『オンガクお嬢』チャンネルのYouTubeで「実況生配信」を実施した（権利関係などの事情で、楽曲はカットされている。）。また、BSSラジオ『森谷佳奈のはきださNIGHT!』メインパーソナリティーの森谷佳奈（BSS山陰放送アナウンサー）が生電話出演した。NiziU（RIO、RIKU、MIIHI）からサプライズメッセージがあった。なお、高田リオンがパーソナリティを務める同日のエフエム山陰『高田リオンのGO-! EVENING!』（17:20 - 18:30）にも中尾真亜理（お嬢）がゲスト出演した。
2024年1月28日の『オンガクお嬢Remix』#119では、X（旧：Twitter）の不具合の影響で「プレイリストお嬢」が中止（#120へ延期）となった。
2024年2月11日には、中尾真亜理（お嬢）とスタッフが『オンガクお嬢』チャンネルのYouTubeで「実況生配信オンガクお嬢FES.一週間前生配信」（21:00頃 - 22:30頃）を実施した。
2024年2月17日・18日には日本海テレビ開局65周年記念イベントとして米子コンベンションセンター BiG SHiP（鳥取県米子市）で『オンガクお嬢FES.』と『おびわんっ!マルシェ』を開催予定。今回は日本海テレビ・エフエム山陰主催となり、東京スカパラダイスオーケストラのギター担当である加藤隆志の「山陰地方でロックフェスを行いたい」という考えを実現する形で、初の山陰地方での開催となる。また、『おびわんっ!マルシェ』は食のイベントとなる。
2024年2月17日には、日本海テレビ・エフエム山陰で『オンガクお嬢Remix 〜お嬢フェス&おびわんっ!マルシェの歩き方〜』の同時生放送（日本海テレビでは11:55 - 12:30、エフエム山陰では12:00 - 12:30）を実施した（ただし11:55 - 12:00の「四星球の楽屋突撃」は日本海テレビのみ）。
2024年2月18日には、中尾真亜理（お嬢）と加藤隆志（東京スカパラダイスオーケストラ）が『オンガクお嬢』チャンネルのYouTubeで「月刊FMお嬢 FEStreaming!!『オンガクお嬢FES. DAY2』」の公開生配信（12:00 - 12:32）を実施した（エフエム山陰での放送はなし）。
2024年2月25日には、中尾真亜理（お嬢）とスタッフが『オンガクお嬢』チャンネルのYouTubeで『オンガクお嬢FES.』の打ち上げ生配信（20:00頃 - 21:44頃）を実施した。
2024年3月23日には、中尾真亜理（お嬢）とスタッフ（神田洋介（日本海テレビ総合演出）・福田理人（日本海テレビディレクター）・北村晏乃（日本海テレビ報道記者））が『オンガクお嬢』チャンネルのYouTubeで『オンガクお嬢FES.SP』（『オンガクお嬢Remix』#126）のロケの裏側をトークする「実況生配信」（15:30頃 - 17:05頃）を実施した。
2024年5月28日には『中尾真亜理の月刊FMお嬢』が放送20回を達成した。
2024年6月23日の『オンガクお嬢Remix』#135では、「レコメンドお嬢」が『One』（日本海テレビで2024年7月1日から平日夕方（15:48.30 - 19:00）に山陰ローカルで放送される報道番組。15:50 - 16:20頃は『news every.・第1部』の任意ネット枠（「4時コレ」までネット。ただし「くわしくッ･天気」は山陰地方のニュース・天気に、「ワンポイント天気」は「町田朱理のあしたがもっと明るくなる気象情報・16時台」（山陰の天気）に、「every.特集」「#みんなのギモン」は曜日別コーナーにそれぞれ差し替え）、16:45 - 17:53は『news every.・第2部』の任意ネット枠（中盤の「木原さんのお天気」も差し替えなしで放送）、17:53 - 18:15は『news every.・第3部』のNNN枠（いずれも日本テレビ制作）をそれぞれ内包。）および『DUEL DE DANCE』 (DDD) のPRに変更となった。これは『オンガクお嬢Remix』の制作に協力しているm&m.coが『One』のPRを制作したことによるもので、中尾真亜理（お嬢）が『One』の告知を行った。
2024年6月30日の『オンガクお嬢Remix』#136でも『One』および『DUEL DE DANCE』 (DDD) のPRが放送された。また、中尾真亜理（お嬢）が『One』の告知を行い、『One』では、原則として中尾（お嬢）は16時台、18時台ともに担当しないことを発表していた。しかし、2024年7月11日から不定期で中尾（お嬢）が『One』木曜16時台の「Oneタメ」のキャスターを担当することになった（当番組に関連する場合は、オンガクお嬢として出演）。その後、2024年10月4日から中尾（お嬢）も『One』18時台のフィールドキャスター、2025年2月7日から不定期で『One』金曜16時台の中継キャスターを担当するようになった（2025年2月7日は当番組に関連するため（2月8日の「DDD (DUEL DE DANCE) 山陰決勝大会」）、中尾（お嬢）はオンガクお嬢として出演）。
2024年7月28日の『オンガクお嬢Remix』#139では、「お嬢のテレビ道場」で中尾（お嬢）が『DUEL DE DANCE』 (DDD) と『山陰最強アイドルプロジェクト』の告知のため、2024年7月11日の『One』（木曜16時台「Oneタメ」）にオンガクお嬢として出演し、その裏側を取材した。また、セットが豪華リニューアルした。
2024年12月24日の『中尾真亜理の月刊FMお嬢 今年もやるわよ!3Hスペシャル!お嬢のクリスマスイヴ パレード! 』#27では、中尾真亜理（お嬢）・神田洋介（総合演出）とスタッフ（エフエム山陰・日本海テレビ）が『オンガクお嬢』チャンネルのYouTubeで「実況生配信」を実施した（権利関係などの事情で、楽曲はカットされている。）。また、サプライズゲストとして、中尾ファミリー（中尾和博（お嬢父）、中尾紀美恵（お嬢母）、中尾穂乃香（お嬢妹））が生出演した（妹は東京から生電話出演）。NiziU（RIO、MAYUKA、MIIHI）からサプライズメッセージがあった。
2025年1月30日には、中尾真亜理（お嬢）とスタッフ（神田洋介（日本海テレビ総合演出）・福田理人（日本海テレビディレクター））が『オンガクお嬢』チャンネルのYouTubeで「DDD決勝大会公開抽選会」の公開生配信（20:00頃 - 21:00頃）を実施した。

## 放送時間
- 日本海テレビ『オンガクお嬢』
  - 毎週日曜 1:55 - 2:10（土曜深夜） （2019年5月 - 2021年3月）
- 日本海テレビ『オンガクお嬢Remix』
  - 毎週日曜 0:55 - 1:25（土曜深夜） （2021年4月 - ）[注 14][注 15]
- エフエム山陰『中尾真亜理の月刊FMお嬢』
  - 毎週最終火曜[注 16] 21:00 - 22:00（生放送） （2022年10月 - ）
  - 3時間スペシャル以外はノンスポンサーとなる。

また、特別版として下記の番組が放送されている。
- 日本海テレビ『オンガクお嬢GOLDEN』（『オンガクお嬢Remix』#41）[71][72]
  - 2022年3月4日（金曜） 19:00 - 19:56（生放送）
    - 当時、金曜 19:00 - 19:56は『クイズ!あなたは小学5年生より賢いの?』（日本テレビ制作）を同時ネットしていたが、この日に限り臨時遅れネット[注 17]となった。
- エフエム山陰『中尾真亜理の月刊FMお嬢DX! 喋り足りないから3時間スペシャル!』（#3）
  - 2022年12月27日（火曜） 19:00 - 22:00 （生放送）
    - 19:55 - 20:00に『JFNニュース』を内包。
- 日本海テレビ『オンガクお嬢JAMBOREE』（『オンガクお嬢Remix』#87）
  - 2023年3月18日（土曜） 16:00 - 16:55[73][74][75][76]
    - 通常時、土曜 16:25 - 16:55は中尾の担当番組でもある『ガンバレルーヤの週末移住バラエティ 冠ルーヤ』（ガンバレルーヤの冠番組）を放送しているが、この日は放送予定がなかった[注 14][注 15]。
    - この回に限り、番組終了後における「日本海テレビアプリ」およびYouTubeでのダイジェスト版は米子松蔭高等学校を紹介するミュージックビデオの完全版のみの配信となった[注 18][77][78]。
- エフエム山陰『中尾真亜理の月刊FMお嬢DX! 今年もやるわよ♡喋り足りないから3時間スペシャル2023!』（#15）
  - 2023年12月19日（火曜） 19:00 - 22:00 （生放送）
    - 19:55 - 20:00に『JFNニュース』を内包。
- 日本海テレビ・エフエム山陰『オンガクお嬢Remix 〜お嬢フェス&おびわんっ!マルシェの歩き方〜』（同時生放送）
  - 日本海テレビ 2024年2月17日（土曜） 11:55 - 12:30（生放送）
  - エフエム山陰 2024年2月17日（土曜） 12:00 - 12:30（生放送）
- 日本海テレビ『オンガクお嬢FES.SP』（『オンガクお嬢Remix』#126）
  - 2024年3月23日（土曜） 16:00 - 16:55
    - 権利関係などの事情で、番組終了後における「日本海テレビアプリ」およびYouTubeでのダイジェスト版は配信されなかったが、『オンガクお嬢』チャンネルのYouTubeでロケの裏側をトークする「実況生配信」（15:30頃 - 17:05頃）を実施した[61]。
- エフエム山陰『中尾真亜理の月刊FMお嬢 今年もやるわよ!3Hスペシャル!お嬢のクリスマスイヴ パレード!』（#27）
  - 2024年12月24日（火曜） 19:00 - 22:00 （生放送）
    - 19:55 - 20:00に『JFNニュース』を内包。
- 日本海テレビ『オンガクお嬢NEW YEAR!DDD SP』（『オンガクお嬢Remix』#155.5）
  - 2025年1月3日（金曜） 15:00 - 15:55
- 日本海テレビ『【ダンス大会】オンガクお嬢presents DUEL DE DANCE 2025』（『オンガクお嬢Remix』#163.5）
  - 2025年3月22日（土曜） 15:25 - 16:25

## 司会
- 中尾真亜理（日本海テレビアナウンサー、女子バドミントン選手）[注 19][注 20][79][80][81] - お嬢。MCを担当。
  - 『オンガクお嬢』#31（2019年12月15日）は「エバーラスティング・マアリ」[注 21]名義で出演[82]。
  - 『オンガクお嬢』#64（2020年8月30日）は「中尾 Tarea 真亜理」[注 22]名義で出演[83]。
  - 『オンガクお嬢』#76（2020年11月22日）は「予約者名 マカオ・マリア」[注 23]名義で出演[84]。

## ナレーター
- 中尾真亜理（日本海テレビアナウンサー、女子バドミントン選手）[注 19][注 20] - お嬢。
- 岩本泰平（日本海テレビアナウンサー、『オンガクお嬢Remix』#131、#132、#159、#163.5（DDD決勝SP）） - HARUHI（ダンサー）の紹介コーナー（#131、#132）、DDD決勝大会に出場する島根ファイナリスト4組の素顔（#159）。

## ゲスト

### オンガクお嬢
- BiSH（#3、#16）
- ROTTENGRAFFTY（#3、#17、#37）
- 四星球（#4、#17、#37）[注 24]
- UVERworld（#4、#17）
- chihiRo（JiLL-Decoy association、#7）
- 大垣舞（日本海テレビアナウンサー（当時）、#10、#49、#58）
- BRADIO（#14、#15、#36）
- マカロニえんぴつ（#16）
- ゴールデンボンバー（#17）
- マキシマム ザ ホルモン（#17）
- WANIMA（#34）
- 岡村尚子（#35）[注 25] - 『スパイス!!』[注 26]MC
- 奈羅尾玲子（#35） - 『スパイス!!』[注 26]MC
- 東京スカパラダイスオーケストラ（#36）
- THE BAWDIES（#36）
- バンドハラスメント（#36）
- sumika（#37）
- BLUE ENCOUNT（#37）
- 米澤保（日本海テレビアナウンサー（当時）、#47）
- 小林沙貴（日本海テレビアナウンサー、#58）
- ginger（#66）
- HANDSIGN（#82）
- 岩本泰平（日本海テレビアナウンサー、#89、#90）
- 福谷貞夫（日本海テレビアナウンサー、#90）

### オンガクお嬢Remix
#41は『オンガクお嬢GOLDEN』、#87は『オンガクお嬢JAMBOREE』、#126は『オンガクお嬢FES.SP』、#155.5は『オンガクお嬢NEW YEAR!DDD SP』。
#163.5（『DUEL DE DANCE山陰決勝大会』）は大会当日（2025年2月8日）の大雪の影響で交通機関が運休したため、当初出演予定だった特別審査員長のRIEHATA、特別審査員のAO（パワーパフボーイズ）、KAN（パワーパフボーイズ）が欠席し、予選の審査員を担当したQuma、9BIN、松本亜矢が代役を務めた。
- 福谷貞夫（日本海テレビアナウンサー、#1、#29、#49、#51、#93、#124、#139（VTR出演）） - 『おびわんっ!』[注 27]（月曜・火曜）アシスタント（2023年4月 - 2024年3月）、『One』（月曜 - 水曜）ニュースキャスター
- BRADIO（#1（VTR出演）、#35、#41、#117（VTR出演）、#126）
- 岩本泰平（日本海テレビアナウンサー、#2、#6、#9、#14、#19、#38 - #41、#43、#48、#51、#67、#118、#124、#139、#163）
- ginger（#2（VTR出演））
- 藤井フミヤ（#8（VTR出演））
- 神岡遼（日本海テレビアナウンサー、#10（電話出演）、#31、#32、#85、#119、#139、#155（VTR出演）） - 『One』（木曜・金曜）メインキャスター
- 門脇大樹&WAZEN（#15（VTR出演））
- あいか（jubilee jubilee、#20）
- 小林沙貴（日本海テレビアナウンサー、#21、#41、#48、#108（VTR出演）、#124、#139） - 『One』（木曜・金曜）ニュースキャスター
- 10-FEET（#22（VTR出演）、#25、#150、#151）
- 草野俊之介（#28（VTR出演））
- 四星球（#35（VTR出演）、#41（VTR出演）、#44、#64、#72、#73、#78、#87、#116（VTR出演）、#126、#127、#161）[注 24]
- シロとクロ（#35（VTR出演）、#41（VTR出演））
- ヒロミ（#41（VTR出演））
- 友近（#41（VTR出演））
- 近藤春菜（ハリセンボン、#41（VTR出演））
- 森山直太朗（#41（VTR出演））
- 東京スカパラダイスオーケストラ（#41（VTR出演）、#94、#126）
  - 加藤隆志（東京スカパラダイスオーケストラ、#87、#116、#117）
- 入江聖奈（女子アマチュアボクシング選手（当時）、#41）[注 28]
- 前田美順（女子バドミントン選手、#41）[注 29]
- 定常菜都子（日本海テレビアナウンサー（当時、現在は日本海テレビディレクター）、#41、#48） - 『スパイス!!』MC（当時）
- 三浦康暉（日本海テレビアナウンサー（当時）、#41、#48、#124） - 『スパイス!!』MC
- 左右田禎子（日本海テレビアナウンサー（当時、現在は福島放送アナウンサー）、#41、#48、#49、#67）[注 30] - 『スパイス!!』MC（当時）
- 岡村尚子（「ワッショイ岡村」名義、#41、#48）[注 25] - 『スパイス!!』MC
- WANIMA（#46（VTR出演）、#110（VTR出演））
- 三浦大知（#46（VTR出演））
- 高田リオン → 髙田りおん（2024年12月31日まで「高田リオン」、2025年1月1日から「髙田りおん」名義。エフエム山陰パーソナリティ・アナウンサー・ディレクター、#47、#54、#126） - 『中尾真亜理の月刊FMお嬢』ディレクター
- ヒグチアイ（#47）
- きゃりーぱみゅぱみゅ（#60）
- 中井花江（NCNアナウンサー、#60、#62、#63、#108（VTR出演））
- Digital Single（#61（VTR出演））
- Saucy Dog（#151）
  - 石原慎也（#61、#126）
- 藤井美音（#62、#63、#108（VTR出演））
- Omoinotake（#62、#117（VTR出演）、#126）
- 高野麻里佳（声優、#64）[注 31]
- 博多大吉（博多華丸・大吉、#64）
- 志磨遼平（ドレスコーズ、#67、#107（VTR出演））
- 瀧本美織（#67）
- 山本舞香（#67）
- ROTTENGRAFFTY（#73、#95、#114（VTR出演）、#118、#145（VTR出演）、#150、#151、#160、#161）
  - N∀OKI（#70、#71、#146、#147、#151、#160）
  - HIROSHI（#70、#71、#146、#147、#151、#160）
  - MASAHIKO（#146、#147、#160）
- Dragon Ash（#72、#73）
- TOSHI-LOW（BRAHMAN、#72）
- ガガガSP（#72、#73）
- KENTY（YouTuber、#78）
- ストレイテナー（#79、#87、#107（VTR出演）、#148（VTR出演））
- 中山紗希（日本海テレビアナウンサー、#83、#108（VTR出演）、#139（VTR出演）） - 『One』（月曜 - 水曜）メインキャスター
- Creepy Nuts（#94、#111）
  - R-指定（Creepy Nuts、#87）
- SPARK!!SOUND!!SHOW!!（#87、#111、#117（VTR出演）、#126、#160）
  - イチロック（イチロー）（SPARK!!SOUND!!SHOW!!（ドラマー）、#93、#160） - 『おびわんっ!』[注 27]（月1回火曜）ゲスト（2023年4月 - 2024年3月）
  - タナカユーキ（#160）
- HONEBONE（#92（VTR出演））
- ゆーき（マジシャン・ラジオパーソナリティ・保育士、#93） - 『おびわんっ!』[注 27]（月曜・火曜）MC（2023年4月 - 2024年3月）
- 山本暁子（ITエンジニア・猟師、#93、#111（VTR出演）） - 『おびわんっ!』[注 27]（火曜）ゲスト（2023年4月 - 2024年3月、後に水曜ゲスト）。現在は鳥取県議会議員でもある。
- ハンブレッダーズ（#94）
- 04 Limited Sazabys（#94、#116（VTR出演）、#126、#150、#151、#161、#162）
- SUPER BEAVER（#95）
- ヤバイTシャツ屋さん（#95、#161）
- BiSH（#95）
- TADA（即興書家・ラジオパーソナリティ、#96、#122）[85] - 『おびわんっ!』[注 27]（水曜 - 金曜）MC（2023年4月 - 2024年3月）[86][87][88][89][90][91][92][93]。
- 歌広場淳（ゴールデンボンバー（Be-su）、#100）[注 32][94][13]
- 中尾ファミリー（#100、#101）[13][14]
  - 中尾和博（#100、#101） -  お嬢父。
  - 中尾紀美恵（#100、#101） -  お嬢母。
  - 中尾穂乃香（#100、#101） -  お嬢妹。お嬢のテレビ道場（お嬢一家のハワイ旅行）ではゲストリポーター・アシスタントとして出演[注 4]。
- WITHDOM（#103、#137、#138）
- 河西健吾（声優、#105）[95]
- 桑原由気（声優、#105）[注 33][95]
- 真壁刀義（プロレスラー、俳優、タレント、YouTuber、#106、#107）[注 34][注 35]
- 岩井勇気（ハライチ、#106）
- 澤部佑（ハライチ、#106）
- 深澤義彦（鳥取市長、#108）
- いきものがかり（#109（VTR出演））
- MAI（モデル（Casting Office Tammy所属）、#109（VTR出演）、#110） - 『おびわんっ!』（金曜）「中継 おじゃまします」リポーター（2023年4月 - 2024年3月、Mai名義）[96]
- 佐々木ターミー（Casting Office Tammy代表、スポーツトレーナー、健康アドバイザー、#110）[97]
- テークエム（#111）
- iDU（イラストレーター、#112、#113）
- 緑黄色社会（#114（VTR出演））
- MUVIDAT（#116（VTR出演）、#126）
- クリープハイプ（#117（VTR出演）、#126）
- SEKAI NO OWARI（#118（VTR出演））
- 町田朱理（オフィス気象キャスター気象予報士・防災士、#122、#139）[注 36] - 『おびわんっ!』[注 27]（2023年4月 - 2024年3月）・『ニュースevery日本海』（2023年4月 - 2024年6月）・『One』（2024年7月 - 2025年3月21日）天気キャスター。
- DNA GAINZ（#126、#127（VTR出演））
- jubilee jubilee（#126、#128）
- Long Tall Sally（#126、#143（VTR出演））
- 下川リヲ（挫・人間、#127（VTR出演））
- HARUHI（ダンサー、#131、#132、#141、#148、#149、#152、#155（VTR出演）、#155.5 (DDD SP) 、#157、#158）[注 37]
- SHAKALABBITS（#133）
- フラワーカンパニーズ（#136）
- 丹松美由紀（元鳥取大学技術部統括技術長。#137、#138）
- ゴスペラーズ
  - 黒沢薫（#138（VTR出演））
- 川口和久（元プロ野球選手（投手）・コーチ、解説者・タレント。#139（VTR出演）） - 『One』月曜ゲストコメンテーター
- 小幡美香（さぎの湯温泉 竹葉 女将。#139（VTR出演））[98][99] - 『One』月曜ゲストコメンテーター
- 西川昌孝（西川ピアノ調律所代表取締役。#139、#155（VTR出演））[100] - 『One』木曜ゲストコメンテーター
- 中井みずほ（Tottori Mama’s（）代表。#139、#155（VTR出演））[101][102] - 『One』木曜ゲストコメンテーター
- 9BIN（ダンサー、#141、#148、#149、#155.5 (DDD SP) 、#163.5（DDD決勝SP））
- HALUNA（ダンサー、#141、#148、#149、#155.5 (DDD SP) 、#157、#158）
- U-ZROK（ダンサー、#141、#155.5 (DDD SP) ）
- 湾岸の羊（#141（VTR出演））
- 山本耕平（テノール歌手、#144（VTR出演））
- 吉田兄弟（三味線演奏者、#144（VTR出演））
- Quma（ダンサー、#148、#149、#152、#155.5 (DDD SP) 、#157、#158、#163.5（DDD決勝SP））
- ORANGE RANGE（#150）
  - RYO（#150）
  - HIROKI（#150）
- プッシュプルポット（#150、#155（VTR出演））
- go!go!vanillas（#150）
- サバシスター（#150、#151）
- Rihwa（#150（VTR出演））
- ENTH（#151、#159（VTR出演）、#160）
- SHANK（#151）
- YOUR SONG IS GOOD（#151）
- 松本亜矢（ダンサー、#152、#157、#158、#163.5（DDD決勝SP））
- yumi（ダンサー、#152）
- 石原綾（いしはら りょう、日本海テレビアナウンサー、#162）[注 38] - 『スパイス!!』MC

### 中尾真亜理の月刊FMお嬢
#3は『中尾真亜理の月刊FMお嬢DX！ 喋り足りないから3時間スペシャル！』、#15は『中尾真亜理の月刊FMお嬢DX！ 今年もやるわよ♡喋り足りないから3時間スペシャル2023！』、#27は『中尾真亜理の月刊FMお嬢 今年もやるわよ!3Hスペシャル!お嬢のクリスマスイヴ パレード!』。
- 高田リオン → 髙田りおん（2024年12月31日まで「高田リオン」、2025年1月1日から「髙田りおん」名義。エフエム山陰パーソナリティ・アナウンサー・ディレクター、#3、#15） - 『中尾真亜理の月刊FMお嬢』ディレクター
- MUVIDAT（#15（録音出演））
- クリープハイプ（#15（録音出演））
- Omoinotake（#15（録音出演））
- 森谷佳奈（BSS山陰放送アナウンサー、#15（生電話出演））[51][52][53] - BSSラジオ『森谷佳奈のはきださNIGHT!』メインパーソナリティー
- 04 Limited Sazabys（#15（録音出演））
- 東京スカパラダイスオーケストラ（#15（録音出演）、#27（録音出演））
  - 加藤隆志（東京スカパラダイスオーケストラ、#15（録音出演）、#27（録音出演））
  - 谷中敦（東京スカパラダイスオーケストラ、#15（録音出演））
- NiziU（#15（録音出演）、#27（録音出演））
  - RIO（NiziU、#15（録音出演）、#27（録音出演））
  - RIKU（NiziU、#15（録音出演））
  - MAYUKA（NiziU、#27（録音出演））
  - MIIHI（NiziU、#15（録音出演）、#27（録音出演））
- 中村真吾（米子北高等学校サッカー部監督、#19）[103][104]
- BRADIO（#27（録音出演））
- プッシュプルポット（#27（録音出演））
- Saucy Dog（#27（録音出演））
  - 石原慎也（#27（録音出演））
- 中尾ファミリー（#27）[67][69]
  - 中尾和博（#27） -  お嬢父。[66][68]
  - 中尾紀美恵（#27） -  お嬢母。
  - 中尾穂乃香（#27（生電話出演）） -  お嬢妹。

### オンガクお嬢Remix 〜お嬢フェス&おびわんっ!マルシェの歩き方〜
- 四星球[注 24]
- ゆーき（マジシャン・ラジオパーソナリティ・保育士） - 『おびわんっ!』[注 27]（月曜・火曜）MC（2023年4月 - 2024年3月）
- 小林沙貴（日本海テレビアナウンサー）[105][106] - おびわんっ!ラーメンブース担当
- 渡世唱子（イベント仕掛け人・山陰三ッ星マーケット代表） - 『おびわんっ!』[注 27]（火曜）ゲスト（2023年4月 - 2024年3月）、おびわんっ!ラーメンブース担当
- 山本暁子（ITエンジニア・猟師） - 『おびわんっ!』[注 27]（水曜）ゲスト（2023年4月 - 2024年3月）、おびわんっ!ラーメンブース担当
- 醍醐靖幸（雲樹寺住職） - 『おびわんっ!』[注 27]（水曜）ゲスト（2023年4月 - 2024年3月）、おびわんっ!ラーメンブース担当
- 稲田茂（元エフエム山陰アナウンサー、日野高校魅力向上コーディネーター） - 『おびわんっ!』[注 27]ゲスト（2023年4月 - 2024年3月）、おびわんっ!ラーメンブース担当

## 放送リスト
日付はJST。『オンガクお嬢』『オンガクお嬢Remix』は、特記以外、放送上は前日深夜。

### オンガクお嬢

#### 2019年
| #  | 放送日 （日本海テレビ） | タイトル                                                    | ロケ地               | 備考                                  | 出典    |
| -- | ----------------------- | ----------------------------------------------------------- | -------------------- | ------------------------------------- | ------- |
| 1  | 5月12日                 |                                                             | （日本海テレビ本社） |                                       | [ 107 ] |
| 2  | 5月19日                 |                                                             | （日本海テレビ本社） |                                       | [ 107 ] |
| 3  | 5月26日                 | 春フェススペシャル!!                                        | 千葉市中央区         |                                       |         |
| 4  | 6月2日                  | 春フェススペシャル!!▽UVERworldからのメッセージも!           | 千葉市中央区         |                                       |         |
| 5  | 6月9日                  |                                                             | （日本海テレビ本社） |                                       | [ 107 ] |
| 6  | 6月16日                 |                                                             | （日本海テレビ本社） | 10分繰り上げ （1:45 - 2:00）          | [ 107 ] |
| 7  | 6月23日                 |                                                             | （日本海テレビ本社） |                                       | [ 108 ] |
| 8  | 6月30日                 |                                                             | （日本海テレビ本社） |                                       | [ 108 ] |
| 9  | 7月7日                  |                                                             | （日本海テレビ本社） | 10分繰り下げ （2:05 - 2:20）          | [ 108 ] |
| 10 | 7月14日                 |                                                             | （日本海テレビ本社） | 10分繰り下げ （2:05 - 2:20）          | [ 108 ] |
| 11 | 7月21日                 |                                                             | （日本海テレビ本社） | 10分繰り下げ （2:05 - 2:20）          | [ 109 ] |
| 12 | 7月28日                 |                                                             | （日本海テレビ本社） | 10分繰り下げ （2:05 - 2:20）          | [ 109 ] |
| 13 | 8月4日                  |                                                             | （日本海テレビ本社） | 10分繰り下げ （2:05 - 2:20）          | [ 109 ] |
| 14 | 8月11日                 | BRADIO登場SP!前編                                           | （日本海テレビ本社） | 10分繰り下げ （2:05 - 2:20）          | [ 110 ] |
| 15 | 8月18日                 | BRADIO登場SP!後編                                           | （日本海テレビ本社） | 10分繰り下げ （2:05 - 2:20）          | [ 110 ] |
| 16 | 9月1日                  | ロッキンジャパンSP!                                         | 茨城県ひたちなか市   | 5分繰り上げ・5分拡大 （1:50 - 2:10）  |         |
| 17 | 9月8日                  | ロッキンジャパンSP!                                         | 茨城県ひたちなか市   | 10分繰り下げ・5分拡大 （2:05 - 2:25） |         |
| 18 | 9月15日                 |                                                             | （日本海テレビ本社） | 10分繰り下げ （2:05 - 2:20）          | [ 109 ] |
| 19 | 9月22日                 |                                                             | （日本海テレビ本社） | 10分繰り下げ （2:05 - 2:20）          | [ 79 ]  |
| 20 | 9月29日                 |                                                             | （日本海テレビ本社） | 10分繰り下げ （2:05 - 2:20）          | [ 79 ]  |
| 21 | 10月6日                 |                                                             | （日本海テレビ本社） | 40分繰り下げ （2:35 - 2:50）          | [ 79 ]  |
| 22 | 10月13日                |                                                             | （日本海テレビ本社） | 10分繰り下げ （2:05 - 2:20）          | [ 79 ]  |
| 23 | 10月20日                |                                                             | （日本海テレビ本社） | 25分繰り下げ （2:20 - 2:35）          | [ 79 ]  |
| 24 | 10月27日                |                                                             | （日本海テレビ本社） | 10分繰り下げ （2:05 - 2:20）          | [ 111 ] |
| 25 | 11月3日                 |                                                             | （日本海テレビ本社） | 10分繰り下げ （2:05 - 2:20）          | [ 111 ] |
| 26 | 11月10日                | 四星球の松江ライブに突撃&インタビュー!                      | 島根県松江市         | 10分繰り下げ （2:05 - 2:20）          |         |
| 27 | 11月17日                | レコメンドお嬢▽椎名林檎・宇多田ヒカル・UVERworld（他）!     | （日本海テレビ本社） | 10分繰り下げ （2:05 - 2:20）          | [ 111 ] |
| 28 | 11月24日                | 星野源の最新MV!!&豆腐とレモンで新スイーツ                   | （日本海テレビ本社） | 10分繰り下げ （2:05 - 2:20）          | [ 111 ] |
| 29 | 12月1日                 | 大好物のおでんでチョイ足し!&イエモン最新ミュージックビデオ! | （日本海テレビ本社） | 10分繰り下げ （2:05 - 2:20）          | [ 111 ] |
| 30 | 12月8日                 | チョイ足しは“サンドイッチ"&Nulbarichiほか!!                 | （日本海テレビ本社） | 10分繰り下げ （2:05 - 2:20）          | [ 82 ]  |
| 31 | 12月15日                | 東京スカパラダイスオーケストラ feat.チバユウスケ（他）      | （日本海テレビ本社） | 14分繰り下げ （2:09 - 2:24）          | [ 82 ]  |
| 32 | 12月29日                | ほろ酔い気分のお嬢が質問に答えます!                         | 鳥取県鳥取市         | 30分繰り下げ （2:25 - 2:40）          | [ 82 ]  |

#### 2020年
| #  | 放送日 （日本海テレビ） | タイトル                                                  | ロケ地               | 備考                         | 出典    |
| -- | ----------------------- | --------------------------------------------------------- | -------------------- | ---------------------------- | ------- |
| 33 | 1月12日                 | 今夜は新年会スペシャル!!                                  | 鳥取県鳥取市         |                              | [ 82 ]  |
| 34 | 1月19日                 | 国民的ロックバンドWANIMAを大特集!                         | （日本海テレビ本社） | 30分繰り下げ （2:25 - 2:40） |         |
| 35 | 1月26日                 | 親子丼チョイ足し                                          | （日本海テレビ本社） |                              | [ 112 ] |
| 36 | 2月2日                  | 尺拡大!CDJスペシャル前編                                  | 千葉市美浜区         | 5分拡大 （1:55 - 2:15）      |         |
| 37 | 2月9日                  | 尺拡大!CDJスペシャル後編                                  | 千葉市美浜区         | 5分拡大 （1:55 - 2:15）      |         |
| 38 | 2月16日                 | アイスとラーメン禁断チョイ足し                            | （日本海テレビ本社） |                              | [ 112 ] |
| 39 | 2月23日                 | 10円棒状お菓子であったかチョイ足し!                       | （日本海テレビ本社） |                              | [ 112 ] |
| 40 | 3月1日                  | クリームシチューのほくほくチョイ足し!                     | （日本海テレビ本社） |                              | [ 112 ] |
| 41 | 3月8日                  | 焼きおにぎりのテッパン満点チョイ足し!                     | （日本海テレビ本社） |                              | [ 113 ] |
| 42 | 3月15日                 | 祝初スポンサー!Pがタピオカ買ってくれたぞSP                | 鳥取県鳥取市         |                              | [ 113 ] |
| 43 | 3月22日                 | シャミネ鳥取でフワシュワチョイ足し!                       | 鳥取県鳥取市         |                              | [ 113 ] |
| 44 | 3月29日                 | そりゃうまいでしょ!?牛丼もっちチョイ足し!                 | （日本海テレビ本社） | 20分繰り下げ （2:15 - 2:30） | [ 113 ] |
| 45 | 4月5日                  |                                                           | （日本海テレビ本社） |                              | [ 113 ] |
| 46 | 4月12日                 | 遂にセットが豪華に!これで一流番組だSP                     | （日本海テレビ本社） |                              | [ 113 ] |
| 47 | 4月19日                 | カロリー爆発ポテチマヨ丼&さらばヨネSP!                    | （日本海テレビ本社） |                              | [ 114 ] |
| 48 | 4月26日                 | 桜の下で「ようかんトースト」を堪能!                       | （日本海テレビ本社） |                              | [ 114 ] |
| 49 | 5月3日                  | じゃがちくわに舌鼓!不審者はまさかの大垣アナSP             | （日本海テレビ本社） | 5分繰り下げ （2:00 - 2:15）  | [ 114 ] |
| 50 | 5月17日                 | 祝一周年!視聴者プレゼントもあるよSP                       | （日本海テレビ本社） |                              | [ 114 ] |
| 51 | 5月24日                 | とろもちチョイ足しに舌鼓!お嬢大開脚SP                     | （日本海テレビ本社） |                              | [ 114 ] |
| 52 | 5月31日                 | ブルエンから爆笑コメント到着!バナマヨトーストのお味とは!? | （日本海テレビ本社） |                              | [ 115 ] |
| 53 | 6月7日                  | 摩訶不思議!青じそアイスの実力とは!?                       | （日本海テレビ本社） |                              | [ 115 ] |
| 54 | 6月14日                 | スポンサー様をアゲろ!神チョイ足しSP                       | （日本海テレビ本社） |                              | [ 115 ] |
| 55 | 6月21日                 | プレゼント当選者発表!コロナ痩せってなんだSP               | （日本海テレビ本社） |                              | [ 115 ] |
| 56 | 6月28日                 | ジャンキーパリポリチョイ足しに感動!梅雨でも筋肉は絶好調SP | （日本海テレビ本社） |                              | [ 115 ] |
| 57 | 7月5日                  | 不思議な和風プリン&お嬢秘伝のファビュラスお好み焼きSP     | （日本海テレビ本社） |                              | [ 116 ] |
| 58 | 7月12日                 | お嬢生誕祭でドッキリ仕掛けてみたSP                        | （日本海テレビ本社） |                              | [ 116 ] |
| 59 | 7月19日                 | ドラ〇もんもビックリのどら焼きチョイ足し                  | （日本海テレビ本社） |                              | [ 116 ] |
| 60 | 7月26日                 | 祝!番組公式Tシャツ販売SP                                  | （日本海テレビ本社） |                              | [ 116 ] |
| 61 | 8月2日                  | アイス&アイスのキンキンチョイ足し                         | （日本海テレビ本社） |                              | [ 116 ] |
| 62 | 8月9日                  | 流し冷や麦に大挑戦SP                                      | （日本海テレビ本社） |                              | [ 83 ]  |
| 63 | 8月16日                 | アノ!チキン味の袋麺で激ウマチョイ足し!                    | （日本海テレビ本社） |                              | [ 83 ]  |
| 64 | 8月30日                 | ひんやりマンゴーケーキで夏を締めるよSP                    | （日本海テレビ本社） |                              | [ 83 ]  |
| 65 | 9月6日                  | 秋の訪れ!おらが町の運動会あるあるSP                       | （日本海テレビ本社） |                              | [ 83 ]  |
| 66 | 9月13日                 | コンポタ焼きそばで地元若手バンドとヒャッホイSP!           | 島根県松江市         |                              | [ 117 ] |
| 67 | 9月20日                 | 新スポンサー様獲得&プロテインで改編を乗り切るぜSP!        | （日本海テレビ本社） |                              | [ 117 ] |
| 68 | 9月27日                 | スポンサー様のあのバターでテッパンチョイ足し              | （日本海テレビ本社） |                              | [ 117 ] |
| 69 | 10月4日                 | 摩訶不思議!革命的クリーミーお味噌汁                       | （日本海テレビ本社） |                              | [ 117 ] |
| 70 | 10月11日                | プディングシュー&歴史&大喜利SP                            | （日本海テレビ本社） |                              | [ 117 ] |
| 71 | 10月18日                | 秋晴れ!運動!片付け!夜ラーSP                               | （日本海テレビ本社） |                              | [ 118 ] |
| 72 | 10月25日                | 新ラケットに栗のパイ焼きに秋の楽しみが大渋滞SP            | （日本海テレビ本社） |                              | [ 118 ] |
| 73 | 11月1日                 | 新スポンサー様のお店で収録&ホタルイカトーストSP!          | 鳥取県鳥取市         |                              | [ 118 ] |
| 74 | 11月8日                 | うな丼で優勝チョイ足し決定戦&エクササイズに挑戦!          | 鳥取県鳥取市         | 5分繰り下げ （2:00 - 2:15）  | [ 118 ] |
| 75 | 11月15日                | お嬢が過去最強の改名!?&お尻祭りSP                         | （日本海テレビ本社） |                              | [ 84 ]  |
| 76 | 11月22日                | 晩秋にお嬢が描く寒い日の美食は難解すぎるぞSP              | （日本海テレビ本社） |                              | [ 84 ]  |
| 77 | 11月29日                | ドローンを賭けて初フライト!お嬢、パイロットになる         | （日本海テレビ本社） |                              | [ 84 ]  |
| 78 | 12月6日                 | 筋肉バカがドローンと鬼ごっこSP                            | （日本海テレビ本社） |                              | [ 84 ]  |
| 79 | 12月13日                | お嬢、母校に帰る （前編）                                 | 鳥取県鳥取市         |                              | [ 119 ] |
| 80 | 12月20日                | お嬢、母校に帰る 後編                                     | 鳥取県鳥取市         |                              | [ 119 ] |
| 81 | 12月27日                | 青空大忘年会でみんなの質問に答えるぞSP                    | （日本海テレビ本社） |                              | [ 120 ] |

#### 2021年
| #  | 放送日 （日本海テレビ） | タイトル                                                       | ロケ地               | 備考                         | 出典    |
| -- | ----------------------- | -------------------------------------------------------------- | -------------------- | ---------------------------- | ------- |
| 82 | 1月10日                 | 青空新年会でアーティストと大バトルSP                           | （日本海テレビ本社） |                              | [ 120 ] |
| 83 | 1月17日                 | 極寒アイスでスポンサー様をアゲちゃうぞSP                       | （日本海テレビ本社） |                              | [ 120 ] |
| 84 | 1月24日                 | お嬢がPに今後の方向性を突き付けられたぞSP                      | （日本海テレビ本社） |                              | [ 120 ] |
| 85 | 1月31日                 | 東京のアーティストと初めてリモート収録してみたぞSP             | （日本海テレビ本社） | 10分繰り下げ （2:05 - 2:20） | [ 120 ] |
| 86 | 2月7日                  | とんでもない方法で肩こり解消&ピリ辛チョイ足しに涙SP            | （日本海テレビ本社） | 10分繰り下げ （2:05 - 2:20） | [ 121 ] |
| 87 | 2月14日                 | バレンタインだろうがなんだろうがお漬物を食すぞSP               | （日本海テレビ本社） |                              | [ 121 ] |
| 88 | 2月21日                 | 初参戦のカメラマンを振り回して適正チェックSP                   | （日本海テレビ本社） |                              | [ 121 ] |
| 89 | 2月28日                 | お嬢の水泳事件簿&新人岩本アナ緊急参戦SP                        | （日本海テレビ本社） |                              | [ 121 ] |
| 90 | 3月7日                  | お嬢本格的にドルオタデビュー&ミルクサイダーチョイ足し          | （日本海テレビ本社） |                              | [ 122 ] |
| 91 | 3月14日                 | お嬢の平泳ぎはアメンボ風!?アノうまい、棒状お菓子でチョイ足しSP | （日本海テレビ本社） |                              | [ 122 ] |
| 92 | 3月21日                 | 約2年間ありがとうございました!まさかの最終回SP                 | （日本海テレビ本社） |                              | [ 122 ] |

### オンガクお嬢Remix

#### 2021年
| #  | 放送日 （日本海テレビ） | タイトル                                               | ロケ地                            | 備考                   | 出典            |
| -- | ----------------------- | ------------------------------------------------------ | --------------------------------- | ---------------------- | --------------- |
| 1  | 4月11日                 | 祝!新装開店!!30分に拡大&1時間繰り上げSP                | （日本海テレビ本社）              |                        | [ 123 ]         |
| 2  | 4月18日                 | 新入社員にお嬢の洗礼!?お嬢が作る新コーナーもスタート!! | （日本海テレビ本社） 鳥取県鳥取市 |                        | [ 124 ]         |
| 3  | 4月25日                 | 吹きすさぶ春風でぶっピィもがんじがらめSP               | （日本海テレビ本社）              |                        | [ 125 ]         |
| 4  | 5月2日                  | お嬢がにゃんことほっこりお散歩&新メンバー加入SP        | （日本海テレビ本社） 鳥取県鳥取市 |                        | [ 4 ]           |
| 5  | 5月16日                 | 利きプロテインに挑戦＆カロリー爆弾!夜の麺祭りSP        | （日本海テレビ本社）              |                        | [ 126 ]         |
| 6  | 5月23日                 | 明日から使える関西弁講座＆ズッパディペッシェの謎SP     | （日本海テレビ本社）              |                        | [ 127 ]         |
| 7  | 5月30日                 | 大ヒット!!コンポタグラノーラ&BBQやりたいなSP           | （日本海テレビ本社）              |                        | [ 128 ]         |
| 8  | 6月6日                  | 新スタッカート登場&簡単濃厚肉うどんSP                  | （日本海テレビ本社）              |                        | [ 129 ]         |
| 9  | 6月13日                 | 緊急会議!新グッズを開発してガッポリ儲けようSP          | （日本海テレビ本社）              |                        | [ 130 ]         |
| 10 | 6月20日                 | 特濃ホットバナナアイス&無限フラフープ耐久戦SP          | （日本海テレビ本社）              |                        | [ 131 ]         |
| 11 | 6月27日                 | 鈍感お嬢VS激イタ足ツボ&深夜のカレー焼きそばSP          | （日本海テレビ本社） 鳥取県鳥取市 |                        | [ 132 ]         |
| 12 | 7月3日                  | まさかのお昼に進出!愛犬とお散歩SP                      | （日本海テレビ本社） 鳥取県鳥取市 | （土曜 14:30 - 15:00） | [ 6 ]           |
| 13 | 7月11日                 | 爽やかラッシー風サイダー&沖縄の風を感じろSP            | （日本海テレビ本社）              |                        | [ 133 ]         |
| 14 | 7月18日                 | お嬢生誕祭でクローン大増殖SP                           | （日本海テレビ本社）              |                        | [ 134 ]         |
| 15 | 7月25日                 | 五輪中も通常営業!汗と涙のスタジオ収録SP                | （日本海テレビ本社） 島根県松江市 |                        | [ 135 ]         |
| 16 | 8月1日                  | 夏休みは夜更かしして自分の名前を考えようSP             | （日本海テレビ本社） 鳥取県鳥取市 |                        | [ 80 ]          |
| 17 | 8月8日                  | 謝罪!お嬢が思いっきりやらかしたSP                      | （日本海テレビ本社）              |                        | [ 136 ]         |
| 18 | 8月29日                 | フェスを想いながら晩夏にコンソメまんじゅうSP           | （日本海テレビ本社）              |                        | [ 137 ]         |
| 19 | 9月5日                  | プレゼントもあるよ!サイダーでお月見SP                  | （日本海テレビ本社）              |                        | [ 138 ]         |
| 20 | 9月12日                 | アイドルがやってきた!天然炸裂で振り回されるぞSP        | （日本海テレビ本社）              |                        | [ 139 ]         |
| 21 | 9月19日                 | 怪我ニモマケズ!貧乏ニモマケズ!巨大たこ焼き作るぞSP     | （日本海テレビ本社）              |                        | [ 140 ]         |
| 22 | 10月3日                 | 10-FEETコメント&お嬢人生初の人間ドックSP               | （日本海テレビ本社） 鳥取県鳥取市 |                        | [ 141 ]         |
| 23 | 10月10日                | YouTube強化プロジェクト&重大発表SP                     | （日本海テレビ本社） 鳥取県米子市 |                        | [ 142 ] [ 143 ] |
| 24 | 10月17日                | グッズ販売開始!先着グッズもあるぞSP                    | （日本海テレビ本社）              |                        | [ 144 ]         |
| 25 | 10月24日                | 10-FEETに奇跡のインタビューSP                          | 鳥取県鳥取市                      |                        |                 |
| 26 | 10月31日                | 重大発表&ハロウィンにつき魔女お嬢がお届けSP            | （日本海テレビ本社）              |                        | [ 145 ]         |
| 27 | 11月7日                 | 鳥取に宅配業界の黒船襲来&めんたいポテトSP              | （日本海テレビ本社）              |                        | [ 146 ]         |
| 28 | 11月14日                | 新兵器登場!&イチゴチョコあんまんが過去最強SP           | （日本海テレビ本社）              |                        | [ 147 ] [ 148 ] |
| 29 | 11月21日                | アナウンス室長の日本語講座&誰しも何かの天才だSP        | （日本海テレビ本社）              |                        | [ 149 ]         |
| 30 | 11月28日                | 解禁!松葉がにをホットプレートで堪能SP                  | （日本海テレビ本社）              |                        | [ 150 ]         |
| 31 | 12月5日                 | ゴミ屋敷!お嬢のデスクを遂にお片付けSP                  | （日本海テレビ本社）              |                        | [ 151 ]         |
| 32 | 12月12日                | 重大発表!夢のビッグプロジェクト始動&社食でランチSP     | （日本海テレビ本社）              |                        | [ 152 ]         |
| 33 | 12月19日                | 最速美味!ピザ風餃子&難問!業界用語クイズ                | （日本海テレビ本社）              |                        | [ 153 ]         |
| 34 | 12月26日                | 今年最後の放送!青空大忘年会2021                        | （日本海テレビ本社）              |                        | [ 154 ]         |

#### 2022年
| #  | 放送日 （日本海テレビ） | タイトル                                                    | ロケ地                                                      | 備考                                           | 出典                  |
| -- | ----------------------- | ----------------------------------------------------------- | ----------------------------------------------------------- | ---------------------------------------------- | --------------------- |
| 35 | 1月16日                 | 今年もよろしくお願いします!お嬢LIVE直前SP                   | （日本海テレビ本社） 東京都渋谷区                           |                                                | [ 155 ]               |
| 36 | 1月23日                 | フルーティーシュウマイで飛行船を夢見るSP                    | （日本海テレビ本社）                                        |                                                | [ 156 ]               |
| 37 | 1月30日                 | 風情溢れる雪景色をの中スプーンを破壊SP                      | （日本海テレビ本社）                                        |                                                | [ 157 ]               |
| 38 | 2月6日                  | お嬢、遂にNiziUメンバーとご対面SP                           | （日本海テレビ本社）                                        | 20分繰り下げ （1:15 - 1:45）                   | [ 158 ]               |
| 39 | 2月20日                 | 公開収録&新型86に乗るぞSP                                   | 鳥取県鳥取市 鳥取県米子市                                   | 10分繰り下げ （1:05 - 1:35）                   | [ 159 ]               |
| 40 | 2月27日                 | 公開収録後半戦!岩本アナがお嬢の生態暴露SP                   | 鳥取県鳥取市                                                |                                                | [ 160 ]               |
| 41 | 3月4日                  | 『オンガクお嬢GOLDEN』                                      | （日本海テレビ本社） 鳥取県米子市 鳥取県鳥取市 東京都渋谷区 | 生放送・1時間スペシャル （金曜 19:00 - 19:56） | [ 71 ] [ 72 ] [ 161 ] |
| 42 | 3月13日                 | 新セットにまさかの難解クイズで馬田P困惑SP                   | （日本海テレビ本社）                                        |                                                | [ 162 ]               |
| 43 | 3月20日                 | 最硬おやつで歯が心配&奇跡のファンレターSP                   | （日本海テレビ本社）                                        |                                                | [ 163 ]               |
| 44 | 4月10日                 | お嬢まさかのメジャーデビュー!?新年度も番組継続SP            | （日本海テレビ本社） 東京都渋谷区                           |                                                | [ 164 ]               |
| 45 | 4月17日                 | バンザイチョイ足し&もしアナウンサーじゃなかったらSP         | （日本海テレビ本社）                                        |                                                | [ 165 ]               |
| 46 | 4月24日                 | オシャレな家具店でフレンチトースト決め込むぞSP              | 鳥取県鳥取市                                                |                                                |                       |
| 47 | 5月1日                  | ラジオとコラボイベントで新展開&大人の幸せSP                 | 鳥取県鳥取市 島根県松江市                                   |                                                | [ 166 ]               |
| 48 | 5月15日                 | 奇跡の1日!ゴールデンの裏側大公開SP                          | （日本海テレビ本社）                                        |                                                | [ 167 ]               |
| 49 | 5月22日                 | お嬢、初めてのニュースキャスターに挑戦SP                    | （日本海テレビ本社）                                        |                                                | [ 168 ]               |
| 50 | 5月29日                 | 元祖Dカムバック&きゅうり味噌汁SP                            | （日本海テレビ本社）                                        |                                                | [ 169 ]               |
| 51 | 6月5日                  | どんな動物飼いたい?&男性アナ乱入SP                          | （日本海テレビ本社）                                        | 5分繰り下げ （1:00 - 1:30）                    | [ 170 ]               |
| 52 | 6月12日                 | ファンシー空間でアナウンサーの担当決めるぞSP                | 鳥取県鳥取市                                                |                                                | [ 171 ]               |
| 53 | 6月19日                 | 一足早い自由研究でチーズ作るぞSP                            | 鳥取県鳥取市                                                |                                                | [ 172 ]               |
| 54 | 6月26日                 | お嬢、ついにラジオDJデビュー&きゅうりすりおろしSP           | （日本海テレビ本社） （エフエム山陰本社）                   |                                                | [ 173 ]               |
| 55 | 7月3日                  | 初夏を乗り切る流しそうめん&演出の師匠襲来SP                 | （日本海テレビ本社）                                        |                                                | [ 174 ]               |
| 56 | 7月10日                 | 黒糖わらびラテに舌鼓&セミの鳴き声は聞こえないSP             | （日本海テレビ本社）                                        |                                                | [ 175 ]               |
| 57 | 7月17日                 | 祝!生誕祭!二十代卒業SP                                      | （日本海テレビ本社） 鳥取県鳥取市                           |                                                | [ 176 ]               |
| 58 | 7月24日                 | お嬢母校に帰る Season 2 前編                                | （日本海テレビ本社） 鳥取県鳥取市                           |                                                | [ 177 ]               |
| 59 | 7月31日                 | お嬢母校に帰る Season 2 後編                                | （日本海テレビ本社） 鳥取県鳥取市                           |                                                | [ 178 ]               |
| 60 | 8月7日                  | きゃりーぱみゅぱみゅと同世代女子トークSP                    | （日本海テレビ本社） 鳥取県米子市 鳥取県鳥取市              |                                                | [ 179 ]               |
| 61 | 8月21日                 | 音楽番組っぽい!Saucy Dogと対談SP                            | （日本海テレビ本社） 島根県松江市                           |                                                | [ 180 ]               |
| 62 | 9月4日                  | しゃんしゃん公開収録（前編）&Omoinotakeと対談SP             | 鳥取県鳥取市 島根県松江市                                   |                                                | [ 181 ]               |
| 63 | 9月11日                 | 公開収録後編!しゃんしゃん祭で検定受けるぞSP                 | 鳥取県鳥取市                                                |                                                | [ 182 ]               |
| 64 | 9月18日                 | 博多大吉&高野麻里佳&四星球登場!ついでにお嬢も声優デビューSP | （日本海テレビ本社） 東京都                                 |                                                | [ 183 ]               |
| 65 | 10月2日                 | チーズin麻婆豆腐&逆さ文字に挑戦SP                           | （日本海テレビ本社）                                        |                                                | [ 184 ]               |
| 66 | 10月9日                 | 重大発表！お嬢に新展開&コナンでまさかの失敗SP               | （日本海テレビ本社）                                        |                                                |                       |
| 67 | 10月16日                | ドレスコーズ志磨遼平が登場&多国籍牛丼SP                     | （日本海テレビ本社）                                        |                                                | [ 185 ]               |
| 68 | 10月23日                | スタッフと亀裂発生!?&お嬢図鑑SP                             | （日本海テレビ本社）                                        |                                                | [ 186 ]               |
| 69 | 10月30日                | ふしぎなおどり&しみじゅわフレンチトーストSP                 | （日本海テレビ本社）                                        |                                                | [ 187 ]               |
| 70 | 11月6日                 | ROTTENGRAFFTY襲来SP!前編                                    | 鳥取県鳥取市                                                | 5分繰り下げ （1:00 - 1:30）                    | [ 188 ]               |
| 71 | 11月13日                | ROTTENGRAFFTY襲来SP!後編                                    | 鳥取県鳥取市                                                |                                                | [ 189 ]               |
| 72 | 11月20日                | 四星球フェスSP!前編 徳島フェスでフォーリミ&BRAHMANに突撃    | 徳島県徳島市                                                |                                                | [ 190 ]               |
| 73 | 11月27日                | 四星球フェスSP!後編 徳島フェスでDragon Ash&ガガガSPに突撃   | 徳島県徳島市                                                |                                                | [ 191 ]               |
| 74 | 12月4日                 | FMお嬢の裏側&アツアツチーズカレーパンSP                     | （日本海テレビ本社） （エフエム山陰本社）                   |                                                | [ 192 ]               |
| 75 | 12月11日                | お嬢圧力UP&イケメンの変なクセにドン引きSP                   | （日本海テレビ本社）                                        |                                                | [ 193 ]               |
| 76 | 12月18日                | 乾杯!年末恒例の大忘年会SP!前編                              | （日本海テレビ本社） 東京都渋谷区                           |                                                | [ 194 ]               |
| 77 | 12月25日                | メリクリ!スサシ登場＆大忘年会SP!後編                        | （日本海テレビ本社） 東京都渋谷区                           |                                                | [ 195 ]               |

#### 2023年
| #   | 放送日 （日本海テレビ） | タイトル                                                                        | ロケ地                                                   | 備考                                       | 出典                                                                    |
| --- | ----------------------- | ------------------------------------------------------------------------------- | -------------------------------------------------------- | ------------------------------------------ | ----------------------------------------------------------------------- |
| 78  | 1月15日                 | 2023年到来!四星球&NiziUクイズ（前編）SP                                         | （日本海テレビ本社） 徳島県徳島市                        |                                            | [ 196 ]                                                                 |
| 79  | 1月22日                 | 大御所ストレイテナー登場&NiziUクイズ後編SP                                      | （日本海テレビ本社） 東京都渋谷区                        |                                            | [ 197 ]                                                                 |
| 80  | 1月29日                 | 画伯だらけのぶっとびお絵描き大会開催SP                                          | （日本海テレビ本社）                                     |                                            | [ 198 ]                                                                 |
| 81  | 2月5日                  | メンバー卒業&アサリのお茶漬けに感動SP                                           | （日本海テレビ本社）                                     |                                            | [ 199 ]                                                                 |
| 82  | 2月12日                 | 開幕!スクールソングお嬢2023!前編                                                | 鳥取県米子市                                             |                                            | [ 200 ]                                                                 |
| 83  | 2月19日                 | 優勝決定!スクールソングお嬢2023!後編                                            | 鳥取県米子市                                             |                                            | [ 201 ]                                                                 |
| 84  | 2月26日                 | 全国ベスト16の双子高校生と身体測定対決SP!                                       | （日本海テレビ本社） 鳥取県米子市                        |                                            | [ 202 ]                                                                 |
| 85  | 3月5日                  | 全国ベスト16の双子高校生とバドミントン対決SP!                                   | （日本海テレビ本社） 鳥取県米子市                        |                                            | [ 203 ]                                                                 |
| 86  | 3月12日                 | 新メガネスタイル&10円玉ビフォーアフターSP!                                      | （日本海テレビ本社）                                     |                                            | [ 204 ]                                                                 |
| 87  | 3月18日                 | 『オンガクお嬢JAMBOREE』 R-指定乱入のお嬢LIVE&MV完成披露&スカパラから特大発表SP | 東京都渋谷区 鳥取県米子市 （日本テレビ本社）             | 夕方1時間スペシャル （土曜 16:00 - 16:55） |                                                                         |
| 88  | 4月9日                  | プチリニューアル!自腹クレーンゲームで爆釣SP                                     | （日本海テレビ本社） 鳥取県鳥取市                        |                                            | [ 81 ]                                                                  |
| 89  | 4月16日                 | プロも驚嘆!クレーンゲームで奇跡の釣り上げSP                                     | （日本海テレビ本社） 鳥取県鳥取市                        |                                            | [ 205 ]                                                                 |
| 90  | 4月23日                 | 無限いちご狩りでお嬢が本領発揮!?宇宙で選曲SP                                    | （日本海テレビ本社） 鳥取県鳥取市                        |                                            | [ 206 ]                                                                 |
| 91  | 4月30日                 | 涙涙の一味卒業!GWはルービックキューブSP                                         | （日本海テレビ本社） 鳥取県鳥取市                        |                                            | [ 207 ]                                                                 |
| 92  | 5月14日                 | パルクールへの道&個性派新メンバー加入SP                                         | （日本海テレビ本社） 鳥取県鳥取市                        |                                            | [ 208 ]                                                                 |
| 93  | 5月21日                 | ジョージの爆裂卒業式&イチロックの一日SP                                         | （日本海テレビ本社）                                     |                                            | [ 209 ]                                                                 |
| 94  | 5月28日                 | スカパラ&フォーリミ&ハンブレ登場!春フェスSP前編                                 | 千葉市中央区                                             |                                            | [ 210 ]                                                                 |
| 95  | 6月4日                  | ヤバT&SUPER BEAVER&ロットンBiSH最後の登場!春フェスSP後編                        | 千葉市中央区                                             | 5分繰り下げ （1:00 - 1:30）                | [ 211 ]                                                                 |
| 96  | 6月18日                 | Let'ｓ脳トレ!おびわんっ!MCと記憶力対決SP                                        | （日本海テレビ本社）                                     |                                            | [ 92 ]                                                                  |
| 97  | 6月25日                 | ボウリングでターキーチャレンジ&情熱ソングSP                                     | （日本海テレビ本社） 鳥取県鳥取市                        |                                            | [ 212 ]                                                                 |
| 98  | 7月2日                  | 一日海上保安署長で海の安全を守るぞSP                                            | （日本海テレビ本社） 鳥取県鳥取市                        |                                            | [ 213 ]                                                                 |
| 99  | 7月9日                  | 大ハッスル!海猿と大運動会3番勝負SP                                              | （日本海テレビ本社） 鳥取県鳥取市                        |                                            | [ 214 ]                                                                 |
| 100 | 7月16日                 | ゴールデンボンバーと100回記念&フライングホヌSP                                  | （日本海テレビ本社） 千葉県成田市 アメリカ合衆国ハワイ州 |                                            | [ 13 ]                                                                  |
| 101 | 7月23日                 | お嬢一家ハワイに上陸でウミガメに遭遇SP                                          | （日本海テレビ本社） 千葉県成田市 アメリカ合衆国ハワイ州 |                                            | [ 14 ]                                                                  |
| 102 | 7月30日                 | 狙え!目隠しダーツでハットトリックSP                                             | （日本海テレビ本社） 鳥取県鳥取市                        |                                            | [ 215 ]                                                                 |
| 103 | 8月6日                  | WITHDOMと混沌の知恵比べSP                                                       | （日本海テレビ本社）                                     | 25分繰り下げ （1:20 - 1:50）               | [ 216 ] [ 217 ] [ 218 ]                                                 |
| 104 | 8月20日                 | 飯テロ!チキンラーメンを究極アレンジSP                                           | （日本海テレビ本社）                                     |                                            | [ 219 ]                                                                 |
| 105 | 9月3日                  | 河西健吾&桑原由気に突撃/至高のだしまき作りSP                                    | （日本海テレビ本社）                                     | 10分繰り下げ （1:05 - 1:35）               | [ 220 ] [ 221 ] [ 222 ] [ 223 ]                                         |
| 106 | 9月17日                 | 真壁刀義と筋肉三番勝負&ハライチと対談SP                                         | （日本海テレビ本社）                                     | 10分繰り下げ （1:05 - 1:35）               | [ 224 ] [ 225 ] [ 226 ] [ 227 ]                                         |
| 107 | 10月1日                 | スイーツ真壁と食リポ対決&命がけのドッキリSP                                     | （日本海テレビ本社）                                     | 15分繰り下げ （1:10 - 1:40）               | [ 228 ] [ 229 ] [ 230 ] [ 231 ] [ 232 ]                                 |
| 108 | 10月22日                | テレビ中継の裏側公開でしゃんしゃんリベンジSP                                    | （日本海テレビ本社） 鳥取県鳥取市                        | 10分繰り下げ （1:05 - 1:35）               | [ 233 ] [ 234 ] [ 235 ] [ 236 ] [ 237 ] [ 238 ] [ 239 ] [ 240 ] [ 241 ] |
| 109 | 10月29日                | 一味が総力を挙げてプロポーズ大作戦SP                                            | （日本海テレビ本社） 鳥取県鳥取市                        | 10分繰り下げ （1:05 - 1:35）               | [ 242 ] [ 243 ] [ 244 ] [ 245 ] [ 246 ] [ 247 ]                         |
| 110 | 11月5日                 | プロポーズ大作戦完結!天国or地獄SP                                               | （日本海テレビ本社） 鳥取県鳥取市                        |                                            | [ 248 ] [ 249 ] [ 250 ] [ 251 ] [ 252 ] [ 253 ]                         |
| 111 | 11月12日                | Creepy Nuts&スサシのLIVEに突撃SP                                                | （日本海テレビ本社） 大阪市浪速区                        | 5分繰り下げ （1:00 - 1:30）                | [ 254 ] [ 255 ] [ 256 ] [ 257 ] [ 258 ] [ 259 ]                         |
| 112 | 11月19日                | カメムシと戦いながらお嬢文房具作るぞSP                                          | （日本海テレビ本社）                                     |                                            | [ 260 ] [ 261 ] [ 262 ] [ 263 ]                                         |
| 113 | 12月3日                 | 新グッズ完成&最終回は宇宙を目指すぞSP                                           | （日本海テレビ本社）                                     |                                            | [ 264 ]                                                                 |
| 114 | 12月10日                | 第二弾アーティスト発表&タイヤ交換SP                                             | （日本海テレビ本社） 鳥取県鳥取市                        |                                            | [ 49 ]                                                                  |
| 115 | 12月17日                | 冬の味覚親ガニ丼作り&霊感バトルSP                                               | （日本海テレビ本社）                                     |                                            | [ 265 ]                                                                 |
| 116 | 12月24日                | タイテ発表!スカパラ加藤参戦の大忘年会SP                                         | 鳥取県鳥取市                                             |                                            | [ 266 ]                                                                 |

#### 2024年
| #   | 放送日 （日本海テレビ） | タイトル                                                         | ロケ地                                               | 備考                                       | 出典                    |
| --- | ----------------------- | ---------------------------------------------------------------- | ---------------------------------------------------- | ------------------------------------------ | ----------------------- |
| 117 | 1月14日                 | SPゲスト発表!今度はスカパラ加藤と大新年会SP                      | 鳥取県鳥取市                                         |                                            | [ 267 ]                 |
| 118 | 1月21日                 | 京都の冬フェス&大失態スタッフ宅に突撃SP                          | （日本海テレビ本社） 京都市伏見区                    | [ 注 99 ] [ 268 ]                          | [ 269 ]                 |
| 119 | 1月28日                 | お嬢フェス公式グッズ発表&巨大恵方巻を黙食SP                      | （日本海テレビ本社）                                 |                                            | [ 55 ]                  |
| 120 | 2月4日                  | お嬢フェス直前!会場から詳細リポートSP                            | 鳥取県米子市                                         |                                            | [ 270 ]                 |
| 121 | 2月11日                 | お嬢フェス一週間前!イケメンパンスト相撲SP                        | 鳥取県米子市                                         |                                            | [ 271 ]                 |
| 122 | 2月18日                 | お嬢フェス真っ只中!注意喚起VTRを撮るぞSP                         | （日本海テレビ本社）                                 |                                            | [ 272 ] [ 273 ]         |
| 123 | 3月3日                  | THE FIRST OJOU!アリウープに挑戦SP                                | （日本海テレビ本社） 鳥取県鳥取市                    |                                            | [ 274 ]                 |
| 124 | 3月10日                 | お嬢のデスク大掃除再び!感謝カンゲキ雨嵐SP                        | （日本海テレビ本社）                                 | [ 注 100 ]                                 | [ 275 ]                 |
| 125 | 3月17日                 | 人力火おこしに挑戦!弥生人になりきりSP                            | （日本海テレビ本社） 鳥取県鳥取市                    | 5分繰り下げ （1:00 - 1:30）                | [ 276 ]                 |
| 126 | 3月23日                 | 『オンガクお嬢FES.SP』 スカパラ＆フォーリミ!奇跡のステージの裏側 | 鳥取県米子市                                         | 夕方1時間スペシャル （土曜 16:00 - 16:55） | [ 61 ]                  |
| 127 | 4月7日                  | 祝!番組改編突破で四星球と公開収録SP                              | （日本海テレビ本社） 鳥取県米子市                    |                                            | [ 277 ]                 |
| 128 | 4月14日                 | jubilee jubileeの卒業ドキュメントSP                              | 鳥取県米子市                                         |                                            | [ 278 ]                 |
| 129 | 4月21日                 | 200キロ上げる女子アナマッスルカーニバルSP                        | （日本海テレビ本社） 鳥取県鳥取市                    |                                            | [ 279 ]                 |
| 130 | 4月28日                 | 目指せスケボーキング!初心者用トリックに挑戦SP                    | （日本海テレビ本社） 鳥取県鳥取市                    |                                            | [ 280 ]                 |
| 131 | 5月19日                 | 鳥取出身の世界的ダンサーと新企画スタートSP                       | （日本海テレビ本社）                                 |                                            | [ 281 ]                 |
| 132 | 5月26日                 | ダンス大会企画会議で詳細発表SP                                   | （日本海テレビ本社）                                 |                                            | [ 282 ]                 |
| 133 | 6月2日                  | 青春のシャカラビッツ復活ライブに参戦SP                           | （日本海テレビ本社） 東京都渋谷区                    |                                            | [ 283 ] [ 284 ]         |
| 134 | 6月9日                  | ニュージーランドで192mダイブに挑戦SP                             | （日本海テレビ本社） ニュージーランド オークランド市 |                                            | [ 285 ] [ 286 ] [ 287 ] |
| 135 | 6月23日                 | 山陰最強アイドルオーディション開始SP                             | （日本海テレビ本社）                                 |                                            | [ 62 ]                  |
| 136 | 6月30日                 | お嬢の自由研究!シュワパチわらび餅を開発SP                        | （日本海テレビ本社） 鳥取県鳥取市                    |                                            | [ 63 ]                  |
| 137 | 7月7日                  | あなたは風船の上に立てますか?科学実験SP                          | （日本海テレビ本社）                                 | 10分繰り下げ （1:05 - 1:35）               | [ 288 ]                 |
| 138 | 7月14日                 | お嬢生誕祭で神コーラス!うがい薬を透明にするぞSP                  | （日本海テレビ本社）                                 | 10分繰り下げ （1:05 - 1:35）               | [ 289 ]                 |
| 139 | 7月28日                 | 新番組Oneの生放送を電波ジャック!裏側密着SP                       | （日本海テレビ本社）                                 | 15分繰り下げ （1:10 - 1:40）               | [ 64 ]                  |
| 140 | 8月4日                  | 念願の猫カフェ一日店長に挑戦でデレデレSP                         | （日本海テレビ本社） 鳥取県鳥取市                    | 10分繰り下げ （1:05 - 1:35）               | [ 290 ]                 |
| 141 | 8月11日                 | ハイレベルDDD!ダンス企画の鳥取ビデオ審査SP                       | （日本海テレビ本社）                                 | 1時間5分繰り下げ （2:00 - 2:30）           | [ 291 ]                 |
| 142 | 8月25日                 | チキン味の袋麺を神アレンジ&心温まる指輪物語SP                    | （日本海テレビ本社）                                 |                                            | [ 292 ]                 |
| 143 | 9月8日                  | アイドルオーディションスタート!運命の書類審査SP                  | （日本海テレビ本社）                                 |                                            | [ 293 ]                 |
| 144 | 9月15日                 | アイドルの卵と対面!緊張の対面オーディションSP                    | 鳥取県米子市                                         |                                            | [ 294 ]                 |
| 145 | 9月29日                 | 番組アイドル歌唱オーディション!運命の結果発表SP                  | 鳥取県米子市                                         | 15分繰り下げ （1:10 - 1:40）               | [ 295 ]                 |
| 146 | 10月6日                 | ロットン襲来!ゴーカートでビショ濡れ爆走SP                        | 鳥取県鳥取市                                         |                                            | [ 296 ] [ 297 ]         |
| 147 | 10月20日                | 硬派ロックバンドが倉吉ぶらりでフィギュアまみれSP                 | 鳥取県倉吉市                                         | 10分繰り下げ （1:05 - 1:35）               | [ 296 ] [ 298 ]         |
| 148 | 10月27日                | ダンスバトル鳥取大会!精鋭ダンサーたちが激突SP                    | 鳥取県米子市                                         |                                            | [ 299 ]                 |
| 149 | 11月3日                 | 熾烈を極める二回戦!DDD決勝大会出場者決定SP                       | 鳥取県米子市                                         |                                            | [ 300 ]                 |
| 150 | 11月17日                | ヨンフェス取材!ORANGE RANGEが登場SP                              | （日本海テレビ本社） 愛知県長久手市                  |                                            | [ 301 ]                 |
| 151 | 11月24日                | YON FES取材後編!10-FEETと奇跡の再会SP                            | （日本海テレビ本社） 愛知県長久手市 鳥取県米子市     |                                            | [ 302 ]                 |
| 152 | 12月1日                 | DDD島根大会!運命のダンスバトルビデオ審査SP                       | （日本海テレビ本社）                                 |                                            | [ 303 ]                 |
| 153 | 12月8日                 | 山陰最強アイドル最終オーディションSP                             | 鳥取県米子市                                         |                                            | [ 304 ]                 |
| 154 | 12月15日                | メンバー決定!アイドルオーディション最終回SP                      | 鳥取県米子市                                         |                                            | [ 305 ]                 |
| 155 | 12月22日                | 今年も大忘年会!焼肉食べてギネスに挑戦SP                          | 鳥取県鳥取市                                         |                                            | [ 306 ]                 |

#### 2025年
| #                   | 放送日 （日本海テレビ） | タイトル                                              | ロケ地                                                           | 備考                                   | 出典    |
| ------------------- | ----------------------- | ----------------------------------------------------- | ---------------------------------------------------------------- | -------------------------------------- | ------- |
| 155.5 (DDD SP)      | 1月3日                  | オンガクお嬢NEW YEAR!DDD SP                           | （日本海テレビ本社） 鳥取県米子市                                | 1時間スペシャル （金曜 15:00 - 15:55） | [ 307 ] |
| 156                 | 1月12日                 | 2025年も新年会!ゴルフでお年玉SP                       | 鳥取県鳥取市                                                     |                                        | [ 308 ] |
| 157                 | 1月19日                 | ダンスバトル島根大会!衝撃のハイレベル決闘SP           | 鳥取県米子市                                                     |                                        | [ 309 ] |
| 158                 | 1月26日                 | ダンスバトル島根大会!運命の代表決定SP                 | 鳥取県米子市                                                     |                                        | [ 310 ] |
| 159                 | 2月2日                  | DDD決勝大会直前!島根ファイナリストの素顔SP            | （日本海テレビ本社） 鳥取県米子市                                |                                        | [ 311 ] |
| 160                 | 2月16日                 | 京都の冬フェスに参戦!ロットンの兄貴に突撃SP           | （日本海テレビ本社） 京都市伏見区                                |                                        | [ 312 ] |
| 161                 | 2月23日                 | ヤバT&フォーリミ&四星球!響都超特急SP                  | （日本海テレビ本社） 京都市伏見区                                |                                        | [ 313 ] |
| 162                 | 3月2日                  | リベンジ!ボウリングでターキーチャレンジSP             | （日本海テレビ本社） 鳥取県鳥取市                                |                                        | [ 314 ] |
| 163                 | 3月9日                  | 明日から使える俊足術!50m走SP                          | （日本海テレビ本社） 鳥取県鳥取市                                | 10分繰り下げ （1:05 - 1:35）           | [ 315 ] |
| 163.5 （DDD決勝SP） | 3月22日                 | 【ダンス大会】オンガクお嬢presents DUEL DE DANCE 2025 | 鳥取県米子市                                                     | 1時間スペシャル （土曜 15:25 - 16:25） | [ 316 ] |
| 164                 | 4月6日                  | トルコ旅行記＆簡単!冷麺風ラーメンSP                   | （日本海テレビ本社） トルコ イスタンブール ルーマニア ブカレスト |                                        | [ 317 ] |
| 165                 | 4月13日                 | OKAMOTO'Sのライブに突撃!号泣独占取材SP                | 鳥取県米子市                                                     |                                        |         |

### 中尾真亜理の月刊FMお嬢

#### 2022年
| # | 放送日 （エフエム山陰） | タイトル                                                   | ロケ地               | 備考                                      | 出典  |
| - | ----------------------- | ---------------------------------------------------------- | -------------------- | ----------------------------------------- | ----- |
| 1 | 10月25日                |                                                            | （エフエム山陰本社） | 生放送                                    |       |
| 2 | 11月22日                |                                                            | （エフエム山陰本社） | 生放送・1週繰り上げ                       |       |
| 3 | 12月27日                | 中尾真亜理の月刊FMお嬢DX! 喋り足りないから3時間スペシャル! | （エフエム山陰本社） | 生放送・3時間スペシャル （19:00 - 22:00） | [ 8 ] |

#### 2023年
| #  | 放送日 （エフエム山陰） | タイトル                                                                       | ロケ地               | 備考                                                  | 出典          |
| -- | ----------------------- | ------------------------------------------------------------------------------ | -------------------- | ----------------------------------------------------- | ------------- |
| 4  | 1月31日                 |                                                                                | （エフエム山陰本社） | 生放送                                                |               |
| 5  | 2月28日                 |                                                                                | （エフエム山陰本社） | 生放送                                                |               |
| 6  | 3月28日                 |                                                                                | （エフエム山陰本社） | 生放送                                                |               |
| 7  | 4月25日                 |                                                                                | （エフエム山陰本社） | 生放送                                                |               |
| 8  | 5月30日                 |                                                                                | （エフエム山陰本社） | 生放送                                                |               |
| 9  | 6月27日                 |                                                                                | （エフエム山陰本社） | 生放送                                                |               |
| 10 | 7月25日                 |                                                                                | （エフエム山陰本社） | 生放送                                                |               |
| 11 | 8月29日                 |                                                                                | （エフエム山陰本社） | 生放送                                                |               |
| 12 | 9月26日                 |                                                                                | （エフエム山陰本社） | 生放送                                                |               |
| 13 | 10月31日                | 1周年記念企画                                                                  | （エフエム山陰本社） | 生放送                                                |               |
| 14 | 11月28日                |                                                                                | （エフエム山陰本社） | 生放送                                                |               |
| 15 | 12月19日                | 中尾真亜理の月刊FMお嬢DX! 今年もやるわよ♡喋り足りないから3時間スペシャル2023！ | （エフエム山陰本社） | 生放送・3時間スペシャル （19:00 - 22:00） 1週繰り上げ | [ 50 ] [ 53 ] |

#### 2024年
| #  | 放送日 （エフエム山陰） | タイトル                                                                          | ロケ地               | 備考                                                  | 出典   |
| -- | ----------------------- | --------------------------------------------------------------------------------- | -------------------- | ----------------------------------------------------- | ------ |
| 16 | 1月30日                 |                                                                                   | （エフエム山陰本社） | 生放送                                                |        |
| 17 | 2月27日                 |                                                                                   | （エフエム山陰本社） | 生放送                                                |        |
| 18 | 3月26日                 |                                                                                   | （エフエム山陰本社） | 生放送                                                |        |
| 19 | 4月30日                 |                                                                                   | （エフエム山陰本社） | 生放送                                                |        |
| 20 | 5月28日                 | 放送20回記念企画                                                                  | （エフエム山陰本社） | 生放送                                                |        |
| 21 | 6月25日                 |                                                                                   | （エフエム山陰本社） | 生放送                                                |        |
| 22 | 7月30日                 |                                                                                   | （エフエム山陰本社） | 生放送                                                |        |
| 23 | 8月27日                 |                                                                                   | （エフエム山陰本社） | 生放送                                                |        |
| 24 | 9月24日                 |                                                                                   | （エフエム山陰本社） | 生放送                                                |        |
| 25 | 10月29日                | 2周年記念企画                                                                     | （エフエム山陰本社） | 生放送                                                |        |
| 26 | 11月26日                |                                                                                   | （エフエム山陰本社） | 生放送                                                |        |
| 27 | 12月24日                | 中尾真亜理の月刊FMお嬢 今年もやるわよ!3Hスペシャル!お嬢のクリスマスイヴ パレード! | （エフエム山陰本社） | 生放送・3時間スペシャル （19:00 - 22:00） 1週繰り上げ | [ 65 ] |

#### 2025年
| #  | 放送日 （エフエム山陰） | タイトル | ロケ地               | 備考   | 出典 |
| -- | ----------------------- | -------- | -------------------- | ------ | ---- |
| 28 | 1月28日                 |          | （エフエム山陰本社） | 生放送 |      |
| 29 | 2月25日                 |          | （エフエム山陰本社） | 生放送 |      |
| 30 | 3月25日                 |          | （エフエム山陰本社） | 生放送 |      |
| 31 | 4月29日                 |          | （エフエム山陰本社） | 生放送 |      |

### オンガクお嬢Remix 〜お嬢フェス&おびわんっ!マルシェの歩き方〜

#### 2024年
| #  | 放送日 （日本海テレビ・エフエム山陰） | タイトル                                   | ロケ地       | 備考                                                                                                   | 出典 |
| -- | ------------------------------------- | ------------------------------------------ | ------------ | --- | ---- |
| SP | 2月17日                               | 〜お嬢フェス&おびわんっ!マルシェの歩き方〜 | 鳥取県米子市 | 同時生放送・オンガクお嬢FES.スペシャル 日本海テレビ 土曜 11:55 - 12:30 エフエム山陰 土曜 12:00 - 12:30 |      |

## 主なコーナー

### 現在のコーナー（毎週・毎月）
- オンガクお嬢Remix
  - お嬢のテレビ道場 - お嬢と若手ディレクターが企画から編集までを行い、立派なテレビマンとして一人前を目指す[10]。
  - チョイ足しお嬢 - 超貧乏低予算音楽番組を逆手にとって多くのスポンサーを獲得し、食材に何をトッピングしたらおいしくなるかを検証する[2]。
  - レコメンドお嬢 - イチオシのアーティスト・楽曲を紹介する[2]。
  - アーティストお嬢 - テーマに沿ったイラストを披露する[2]。
  - プレイリストお嬢 - 視聴者と一緒にプレイリストを作る[2]。このプレイリストはSpotifyにて配信される。
  - デュエルお嬢 - お嬢とゲストが対決する。
  - DUEL DE DANCE（デュエルデダンス、DDD）
- 中尾真亜理の月刊FMお嬢
  - お嬢の口癖
  - お嬢のキャッチコピー
  - お嬢に言ってもらいたいオリジナル早口言葉!（通称：「お嬢のぱらぴりぷるぺれぽろ」）
  - お嬢に聞いてもらいたい不幸話!（通称：「その不幸、お嬢が供養します」）
  - お嬢に聞いてもらいたい怒り話!（通称：「その怒り、お嬢が浄化します」）
  - お嬢に聞いてもらいたい恐怖話!（通称：「その恐怖、お嬢が代わりに話します」）（夏季限定）
  - オンガクWithU

### 過去のコーナー（毎週・毎月）
- オンガクお嬢Remix
  - お嬢の時間 - お嬢が責任を持って何かを企画する[2]。お嬢のテレビ道場へ移行[10]。

## スタッフ
日本海テレビのスタッフは『ガンバレルーヤの週末移住バラエティ 冠ルーヤ』と共通である。制作協力会社は『冠ルーヤ』とは異なり、エムアンドエムドットコー（m&m.co）となる。回によって異なる場合がある。

### オンガクお嬢Remix
『オンガク野郎』の名残で、スタッフの役職の末尾に「野郎」がつけられている。なお、通常は男性につけられる言葉であるが、当番組では女性の場合でも「野郎」となっている。
- 企画・演出野郎：神田洋介
- チーフディレクター野郎：谷口直弥（m&m.co）
- ディレクター野郎：上杉昌宏、福田理人、酒本健太朗（m&m.co）
- カメラ野郎：金田房崇
- MA野郎：吉田章太（麻布プラザ→日本海テレビサービス）
- アシスタント野郎：井上歩郁（m&m.co）、松田優真（m&m.co）、松田陽介（m&m.co）
- グラフィック野郎：山田悟（m&m.co）、西村由里香（m&m.co）、黒田朋花（長谷裕太郎写真事務所）
- プロデューサー野郎：石井沙織、本山博之（m&m.co）、矢嶋菜実子
- チーフプロデューサー野郎：濵吉寛匡
- 制作協力：エムアンドエムドットコー（m&m.co）
- 制作著作：日本海テレビ

#### DDD SPのみ
- ディレクター野郎：杉嶋大嗣、西尾さやか
- カメラ野郎：中村義孝（ドリーイン）
- DDD運営野郎：山尾義己、中原卓也、安藤有貴[注 135]、國岡涼子、渡邉将史、小玉惇平、田原遥

#### 過去
- ディレクター野郎：北村晏乃[318][319][320]、円城寺悟士（トラストネットワーク）[321][322][323]
- チーフプロデューサー野郎：馬田勉

## 備考
- 『中尾真亜理の月刊FMお嬢』で日本海テレビ本社（鳥取県鳥取市）・島根総局（島根県松江市）とエフエム山陰本社・演奏所（島根県松江市）との移動には、「ハニー号」（トヨタ・タウンエース バン、『ガンバレルーヤの週末移住バラエティ 冠ルーヤ』（日本海テレビ本社・島根総局とロケ現場の移動、中尾真亜理（お嬢、まっさん。日本海テレビアナウンサー）とガンバレルーヤがロケ現場移動の際に使用）、『しまね家の回覧板ほっと』[324]（島根県政情報番組。日本海テレビ本社・島根総局とロケ現場の移動、中山紗希（さき。日本海テレビアナウンサー）とみなと（子役）[325]がロケ現場移動の際に使用）と共用で、オートフレンド（スズキ販売鳥取中央）[注 136][326]が提供したもの。）が用いられている。運転は中尾・神田洋介（総合演出）のいずれかが担当する。
  - 2023年12月10日の『オンガクお嬢Remix』#114「お嬢のテレビ道場」では、オートフレンド（スズキ販売鳥取中央）で中尾が「ハニー号」のタイヤ交換を行った[49]。
- 2023年3月28日の『中尾真亜理の月刊FMお嬢』生放送終了後、中尾は引き続き島根県松江市に滞在し、翌29日の『ニュースevery日本海』桜中継（松江城）を担当した[327][328]。
- 2023年12月19日の『中尾真亜理の月刊FMお嬢DX！ 今年もやるわよ♡喋り足りないから3時間スペシャル2023！』#15では、番組途中でゆーき（日本海テレビ『おびわんっ!』月曜・火曜MC、エフエム山陰『ゆーきのゴーイブFRIDAY!』金曜パーソナリティー）がエフエム山陰本社・演奏所（島根県松江市）を訪れ、中尾真亜理（お嬢）に挨拶をした。また、BSSラジオ『森谷佳奈のはきださNIGHT!』メインパーソナリティーの森谷佳奈（BSS山陰放送アナウンサー）が電話生出演した[53]。なお、高田リオンがパーソナリティを務める同日のエフエム山陰『高田リオンのGO-! EVENING!』（17:20 - 18:30）にも中尾真亜理（お嬢）がゲスト出演した。
- 2024年6月2日の『オンガクお嬢Remix』#133「青春のシャカラビッツ復活ライブに参戦SP」では、中尾真亜理（お嬢。日本海テレビアナウンサー）と平松修造（日本テレビアナウンサー。中尾と同期である）が『SHAKALABBITS LIVE 2024 "SADISTIC AURORA SHOW"』（2024年5月6日、会場はSpotify O-WEST（東京都渋谷区））にライブ参戦した[283]。なお、中尾と平松が遭遇したのがライブ終了後だったため、平松は『オンガクお嬢Remix』に出演していない。